# راندي بيرك
راندي بيرك (بالإنجليزية: Randy Burke)‏ هو لاعب كرة قدم أمريكية أمريكي، ولد في 26 مايو 1955 في ميامي في الولايات المتحدة.